# Showtek
Showtek je nizozemské duo skládající se ze dvou bratrů, Sjoerd Janssen (narozen 6. dubna 1984) a Wouter Janssen (narozen 30. srpna 1982). Duu se daří dosahovat vrcholu hudebních hitparád a spolupracovat s umělci jako Tiësto, Chris Brown a David Guetta. Showtek se umístil na 17. místě v TOP 100 DJ roku 2014. Showtek též vysílají podcasty na streamování hudby na iTunes (Scink Radio Show).

## Životopis
Bratři Wouter a Sjoerd Janssen začali svou hudební kariéru v elektronické hudbě, konkrétně v techno music v roce 2001 a následně se přesunuli do hardstyle stylu v roce 2003. V té době, Wouter obvykle vytvářel hard trance pod uměleckým jménem Walt, a Sjoerd hardstyle styl jako Duro. V roce 2007 vyšlo jejích první album, Today Is Tomorrow. Album bylo dobře přijato, v nizozemském hudebním žebříčku dosáhlo 68. místa, a získalo skóre 95/100 na Partyflock. V roce 2009 vydali své druhé album, Analogue Players in a Digital World. Album bylo představeno na Amsterdam Dance Event v Nizozemsku a v Central Station Records. Album bylo dobře přijato v tisku, , který jim také umožňuje přístup k odměnám.
V roce 2011, skupina spolupracovala na albu Kiss From The Pas od Allure, jeden z hudebních projektů nizozemského producenta Tiësto. V roce 2012 spolupracovali s Tiëstom na singlu Miami / Chassing Summers z alba Club Life: Volume Two Miami, a na singlu s názvem "Hell Yeah!". Též spolupracovali na skladbě "Nobody Perfect" od Chrise Browna. V roce 2012, bratři Showtek začali se sérii spoluprací na projektu s názvem Crazy Collabs. Před oficiálním oznámením o jejich spolupráci, vytvořili EP s Tiëstem a Angger Dimas s názvem "We Rock" pod přezdívkou Boys Will be Boys. Spolupracovali s DJ jako Tiësto, Hardwell, Justin Prime, Bassjackers, Fajn, MAKJ, Noisecontrollers a David Guetta.
V prosinci 2013, duo založilo vlastní vydavatelství "Scink", který je licencován s Spinnin Records. Píseň "We Like To Party" byl první titul vydaný v tomto nakladatelství.
V roce 2014, spolupracovali na skladbě Bad od Davida Guetty, který byl v 19 různých hitparádách.

## Písně

### Vlastní
- 90’s by Nature (feat. MC Ambush)

- Booyah (feat. We Are Loud & Sonny Wilson)
- Cannonball (feat. Justin Prime)
- Cannonball (Earthquake) (feat. Justin Prime & Matthew Koma)
- Crunk
- F-Track
- Get Loose (feat. Noisecontrollers)
- N2U (feat. Eva Shaw & Martha Wash)
- Satisfied (feat. Vassy)
- Slown Down
- Swipe
- We Like To Party

### Ve spolupráci
- Bad (feat. Showtek & Vassy) - David Guetta

- The Death of EDM (feat. Showtek & Beardyman) - David Guetta
- Hey! (feat. Showtek) - Bassjackers
- How We Do (feat. Showtek) - Hardwell
- No Money No Love (feat. Showtek, Eliphant & Ms. Dynamite) - David Guetta
- Space jungle (Showtek Edit) - Eva Shaw
- Sun Goes Down (feat. Showtek, MAGIC! & Sonny Wilson) - David Guetta

## Alba

### Analogue Players In A Digital World
1. Intro - 0:22
2. The F-Track - 4:22
3. Faces (feat. Zushi) - 4:40
4. RockChild (feat. MC DV8) - 4:38
5. World Is Mine - 5:43
6. Freak (feat. MC Stretch) - 5:33
7. We Speak Music - 4:26
8. Electronic Stereo-Phonic (feat. MC DV8) - 4:12
9. Here We Fucking Go - 4:21
10. Analogue Players In A Digital World - 6:12
11. Generation Kick & Bass - 3:57
12. Own the Night (feat. MC DV8) - 4:33
13. Call 0031626040929 (Interlude) - 0:29
14. Dutchie (feat. MC Stretch) - 5:06
15. Fast Life - 4:26
16. Laa-Di-Fucking-Daa - 4:52
17. My 303 - 4:58
18. We Life For the Music (Noisecontrollers Remix) - 3:48

## Diskografie
- Today Is Tomorrow (2007)
- Analogue Players In A Digital World (2009)